# Breezeblocks
„Breezeblocks“ je skladba britského indie popového kvartetu Alt-J (∆) z jejich debutového alba z roku 2012 s názvem An Awesome Wave. Skladba byla inspirována obrázkovou knihou Maurice Sendaka pojmenovanou Where the Wild Things Are. Song byl vydán 18. května 2012 jako druhý singl z alba. Autory skladby jsou Joe Newman, Gus Unger-Hamilton, Gwilym Sainsbury, Thom Green, Murad Merali a produkoval ho Charlie Andrew.

## Hudební videoklip
Videoklip byl režírován Ellisem Bahlem a účinkují v něm herci Jonathan Dwyer, Jessica DiGiovanni a Eleanor Pienta. Je to vůbec první oficiální videoklip kapely. Premiéru měl na oficiálním kanálu skupiny na stránkách YouTube, a to 23. března 2012. 8. listopadu 2012 zvítězil v kategorii „Nejlepší alternativní videoklip“ na udílení cen UK Music Video Award (UKMVA).

## Seznam skladeb
Digitální stažení - Singl
| Pořadí | Název        | Délka |
| ------ | ------------ | ----- |
| 1.     | Breezeblocks | 3:47  |

Digitální stažení - Remixy
| Pořadí | Název                            | Délka |
| ------ | -------------------------------- | ----- |
| 1.     | Breezeblocks                     | 3:47  |
| 2.     | Breezeblocks (Tom Vek's Remix)   | 5:18  |
| 3.     | Breezeblocks (B-Ju Remix)        | 3:59  |
| 4.     | Breezeblocks (Rockdaworld Remix) | 4:41  |

## Autorství a obsazení
- Hlavní vokály – Alt-J (∆)
- Producent – Charlie Andrew
- Texty – Joe Newman, Gus Unger-Hamilton, Gwilym Sainsbury, Thom Green
- Vydavatelství: Infectious Music

## Působení v hitparádách
| Hitparáda (2012-13)                 | Nejvyšší pozice |
| ----------------------------------- | --------------- |
| Australská (ARIA)                   | 41              |
| UK Singly (Official Charts Company) | 75              |
| USA Alternative songs (Billboard)   | 26              |